# 阿巴岱

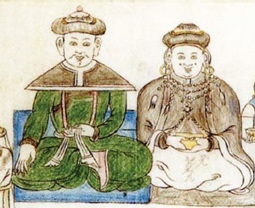
阿巴岱与其哈屯

阿巴岱（1554年—1588年），16世纪蒙古大汗达延汗的曾孙，格哷森札札赉尔之孙，诺诺和长子。土谢图汗部的祖先。

## 生平
格哷森扎扎赉尔被分封在漠北蒙古（喀尔喀蒙古）。格哷森札札赉尔的七子，分掌喀尔喀左、右翼。左翼牧图拉河界，右翼仍留居杭爱山。其长子阿什海达尔汉珲台吉（札萨克图汗部的祖先）、次子诺颜泰哈坦巴图尔、第四子德勒登昆都伦、第七子鄂特欢诺颜同掌右翼。诺诺和及第五子阿敏都喇勒（车臣汗部的祖先）掌左翼。
诺诺和有五子：长子阿巴岱、四子图蒙肯（赛音诺颜部的祖先）。喀尔喀蒙古人善巴《阿萨喇克其史》的阿巴岱汗小传记载：“扎赉尔珲台吉的三子诺诺和伟征诺颜在色楞格河畔驻牧时，于木虎年（1544年）其妻额成肯卓哩克图合屯生一子。孩子出生时，食指上带有黑色血迹，起名叫阿巴泰。在后来，[他]从十四岁到二十七岁，经常从事征战，收服外敌于自己的权势之下，扶持诸兄弟与自己无二致，最初被尊奉为土谢图汗而闻名于世。”根据这个记载，阿巴岱在见到三世达赖以前的27岁时，就已被推举为“汗”。阿巴岱年轻时征服西迁的卫拉特，其子锡部古泰监制卫拉特，以“珲台吉”（本为“皇太子”音译，此后为“副王”之意）为称号。
1607年成书的《俺答汗传》记载：“其后，住牧于杭爱汗山…喀尔喀万户之主阿巴泰赛音汗”前来叩见达赖喇嘛，达赖喇嘛“赐封赛音汗为瓦齐赉汗号”。蒙古另一部著名的史书《大黄史》叙述格埒森扎子孙世系时也提到：「格埒森扎三子诺诺和伟征诺颜，其子阿巴泰赛音汗（Abatai sayin qaγan）」。据此，阿巴岱1586年谒见达赖喇嘛之前叫做“赛音汗”（Sayin qaγan）而不叫“土谢图汗”。阿巴岱在俺答汗去世后，在僧格都楞洪台吉袭封顺义王到去世的丙戌年（1586年）间前往土默特万户拜见达赖喇嘛。1587年，达赖三世索南嘉措封他为“大威仪瓦齐尔汗”，为喀尔喀蒙古中第一个拥有汗号的首领，也称斡齐赉赛音汗。某些资料错误的认为阿巴岱到西藏见达赖喇嘛。他在外喀尔喀建立大寺额尔德尼昭，由栋科尔满珠锡里呼图克图主持开光，格鲁派传入漠北。1588年，阿巴岱死后，其子额列克号曰“墨尔根汗”。锡部古泰败于卫拉特，阿巴岱大伯父阿什海的孙子硕垒乌巴什重新建立珲台吉政权，即和托辉特部（阿拉坦汗王朝）。

## 子孙
- 锡布固泰
- 额列克
  - 衮布
    - 察珲多尔济
    - 第一世哲布尊丹巴呼图克图
    - 西第什哩

  - 多尔济
  - 喇嘛塔尔